# Klein Schauen

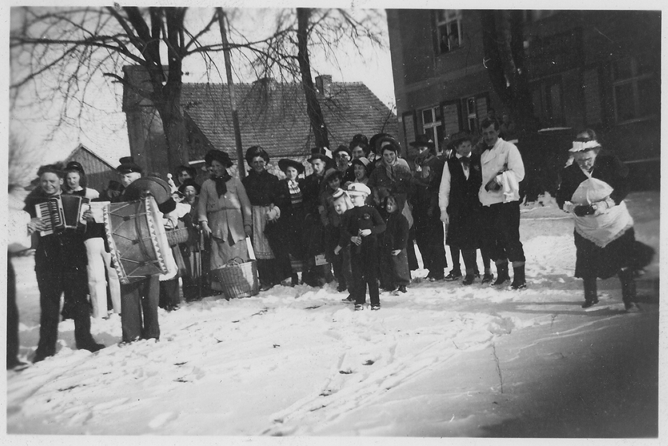
Zampern in Klein Schauen 1955

Klein Schauen (niedersorbisch Małe Sowje) ist ein Ortsteil von Storkow (Mark) im Landkreis Oder-Spree in Brandenburg.

## Geographie
Klein Schauen liegt an der L391 zwischen Philadelphia (Mark) und Görsdorf b. Storkow nahe dem Grunewaldsee.
Am Ortsrand verläuft das Mühlenfließ, das die Grenze zum Ortsteil Busch markiert und in den Wolziger See fließt.

## Geschichte
Der ursprüngliche Name des Ortes „Windisch Schawen“ fand 1442 erstmals urkundliche Erwähnung.
Der als Runddorf angelegte Ort wurde größtenteils von Bauern bewohnt, deren Gehöfte sich um ein Gut gruppierten. Bis Mitte des letzten Jahrhunderts wurde das Gut als Gärtnerei und Baumschule genutzt.
In der Nähe des damaligen Gutshofs befindet sich heute das Dorfgemeindehaus. Das älteste Gebäude des Ortes ist ein Wohnhaus aus Feldsteinen, dessen Alter auf 150 Jahre geschätzt wird.
In Klein Schauen ist ein Pferdehof ansässig, der verschiedene Aktivitäten anbietet. 
Am 1. Januar 1974 wurde Klein Schauen nach Görsdorf b. Storkow eingemeindet. Am 26. Oktober 2003 kam Görsdorf zur Stadt Storkow (Mark). Im Jahr 2008 wurde Klein Schauen ein eigener Ortsteil dieser Stadt.

## Kultur
Wie in vielen Orten der Umgebung hat auch in Klein Schauen das Zampern im Frühjahr Tradition.